# Distretto di Konak

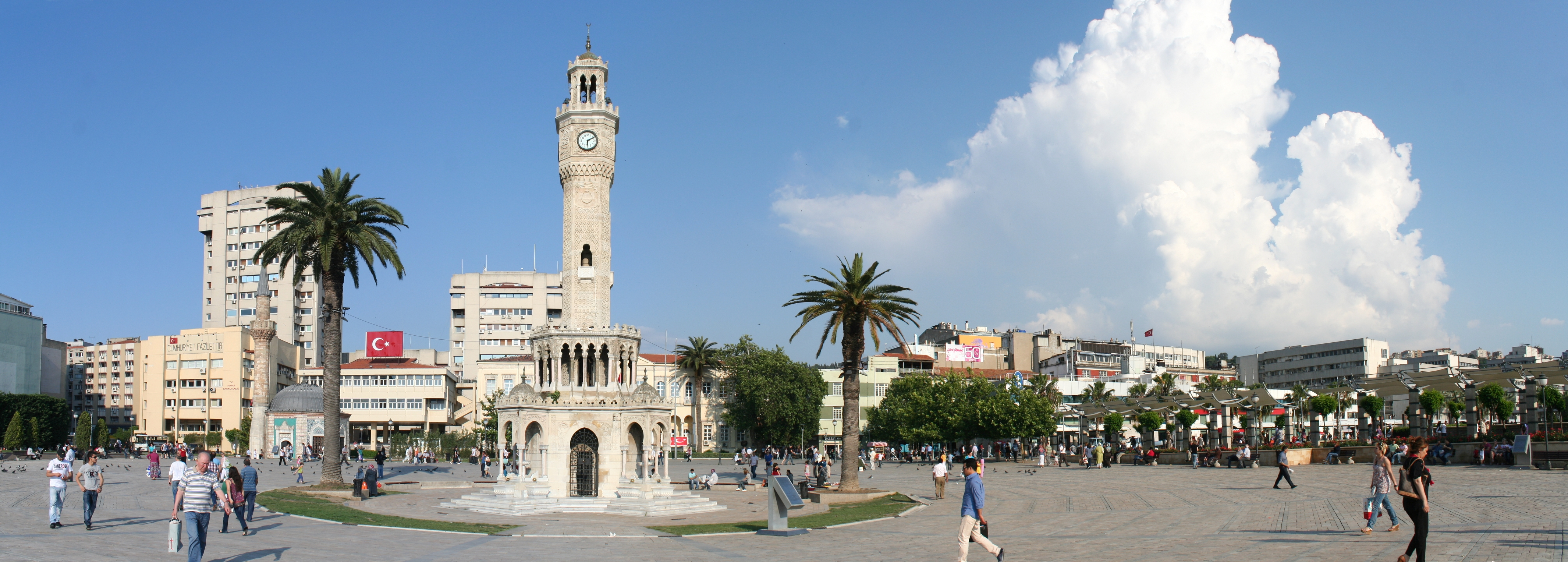
Konak Square

Il distretto di Konak (in turco Konak ilçesi) è uno dei distretti della provincia di Smirne, in Turchia. Costituisce la parte centrale della metropoli di Smirne.